# Grace Apiafi
Grace Apiafi (née le 27 novembre 1958) est une lanceuse de disque et une lanceuse de poids nigériane.

## Carrière
Grace Apiafi remporte la médaille d'argent du lancer du poids aux Championnats d'Afrique de 1979 et la médaille d'or du lancer du disque aux Championnats d'Afrique de 1988. Elle participe aux concours de lancer du poids et de lancer du disque aux Jeux olympiques de 1988, sans atteindre une finale. 